# Герб Нью-Брансвіка
Оригінальний герб Нью-Брансвіка був наданий Нью-Брансвіку Королівським ордером королеви Вікторії 26 травня 1868 р. Провінційний прапор - це прапор герба.

## Історія
Оригінальний герб, що складався виключно з щита, базувався на дизайні Великої печатки Нью-Брансвіка, на якій був вітрильник.
Герб було підсилено клейнодом і девізом наказом Ради тодішнього лейтенант-губернатора Джона Беббіта Макнейра 1966 року. Щитотримачі та база були додані Королівським ордером Єлизавети II 24 вересня 1984 р. і надані провінції на публічній церемонії у Фредериктоні наступного дня з нагоди двохсотлітнього ювілею провінції.

## Символізм
Клейнод
Атлантичний лосось, що стрибає на золотому шоломі та короні з кленового листя і покритий короною Святого Едуарда, усіма трьома символами королівської влади.
Щит
У червноній главі щиті лев, який символізує Англію (на гербі якої є три таких лева), так і Брансвіку (на гербі якого два). Основною фігурою є старовинна галера, що символізує зв'язки морської провінції з морем.

Герцогство Брансвік
Королівство Англія

База
База вкрита провінційною квіткою, фіолетовою фіалкою та рахісами папороті, їстівною папороттю, що росте в Нью-Брансвіку.
Щитотримачі
Щитотримачі - білохвості олені в ошейниках з малісеєтським вампумом, на яких щитки британських кольорів та лілії королівської Франції, щоб відзначити колонізацію району цими державами.
Девіз
Девіз, Spem reduxit ([Він] відновив надію), стосується того, що провінція діяла як притулок для лояльних біженців, які втекли туди після Американської революції.